# Arrondissement di Aalst
L'arrondissement di Aalst (in olandese Arrondissement Aalst, in francese Arrondissement d'Alost) è una suddivisione amministrativa belga, situata nella provincia delle Fiandre Orientali e nella regione delle Fiandre.

## Storia
L'arrondissement di Aalst risale al 1818, quando fu creato dalla fusione dei cantoni dell'arrondissement di Oudenaarde e dell'arrondissement di Dendermonde.

## Composizione
L'arrondissement di Aalst raggruppa dieci comuni:
- Aalst
- Denderleeuw
- Erpe-Mere
- Geraardsbergen
- Haaltert
- Herzele
- Lede
- Ninove
- Sint-Lievens-Houtem
- Zottegem

## Società

### Evoluzione demografica
Abitanti censiti
- Fonte dati INS - fino al 1970: 31 dicembre; dal 1980: 1º gennaio